# Yoshio Kitagawa
Yoshio Kitagawa (japanisch 北川 佳男 Kitagawa Yoshio; * 21. August 1978 in der Präfektur Kyoto) ist ein ehemaliger japanischer Fußballspieler.

## Karriere
Kitagawa erlernte das Fußballspielen in der Schulmannschaft der Higashiyama High School. Seinen ersten Vertrag unterschrieb er 1997 bei den Sagawa Express Osaka. 2000 wechselte er zum Zweitligisten Mito HollyHock. Für den Verein absolvierte er 86 Spiele. 2004 wechselte er zum Drittligisten ALO's Hokuriku. Für den Verein absolvierte er 92 Spiele. 2007 wechselte er zum Ligakonkurrenten Rosso Kumamoto (heute: Roasso Kumamoto). 2007 wurde er mit dem Verein Vizemeister der Japan Football League und stieg in die J2 League auf. Für den Verein absolvierte er 24 Spiele. Ende 2008 beendete er seine Karriere als Fußballspieler.